# Campeonato Sudamericano de Voleibol Femenino de 1997
La XXII edición del Campeonato Sudamericano de Voleibol Femenino fue realizado en 1977 en la ciudad de Lima, capital de Perú.
Previamente se realizó una ronda clasificatoria en la ciudad de Santa Cruz, en Bolivia, entre el equipo local, Paraguay, Chile y Argentina; siendo esta última selección la ganadora. Argentina clasificaba a la ronda final, uniéndose a Brasil, Perú y Venezuela. 

## Campeón
| Brasil            |
| Campeón           |
| BRASIL 10º título |

## Clasificación final
| Pos | Equipo    |
| --- | --------- |
| 1   | Brasil    |
| 2   | Perú      |
| 3   | Argentina |
| 4   | Venezuela |

| Predecesor: Brasil 1995 | Campeonato Sudamericano de Voleibol Femenino XXII edición | Sucesor: Venezuela 1999 |